# Sportskage
Sportskage er en lagkage, oprindelig fra konditoriet La Glace i København. Kagen består af en makronbund med en stor mængde nougatblandet flødeskum ovenpå, og er pyntet med vandbakkelser (profiteroles).
Kagen blev fremstillet første gang som rekvisit til Otto Benzons satiriske anti-Estrupske teaterstykke Sportsmænd, der havde premiere den 18. november 1891 på Folketeatret i Nørregade.